# Monsieur Gazon
Monsieur Gazon est un film français de court métrage réalisé en 1930 par Henri Diamant-Berger.

## Synopsis
Monsieur Gazon n'est pas en odeur de sainteté aux Galeries de Paris. C'est même le pire vendeur du grand magasin. Comme les clients se plaignent il est mis à la porte avec une grande régularité avant... d'être réembauché avec la même régularité ! Mais va-t-il s'en tirer à si bon compte cette fois ? Car ce que lui reproche  aujourd'hui le directeur n'est pas rien : Gazon en effet ne s'est-il pas mis en tête de séduire... sa propre fiancée ?!

## Fiche technique
- Genre : comédie
- Production : Erka-Prodisco
- Réalisation : Henri Diamant-Berger
- Scénario : d'après le sketch de Max Eddy
- Directeur de la photographie : Maurice Desfassiaux (en)
- Système d'enregistrement : Tobis Klangfilm (son monographique)
- Procédé : 35mm (négatif et positif), Noir et Blanc
- Format : 1 x 1,37
- Durée : 18 minutes / métrage : 470 mètres
- Date de sortie : 1930

## Fiche artistique
- Armand Bernard : Monsieur Gazon
- Alice Tissot : La secrétaire du directeur
- Marcel Vallée
- Abel Jacquin